# Rejet-de-Beaulieu
Rejet-de-Beaulieu – miejscowość i gmina we Francji, w regionie Hauts-de-France, w departamencie Nord.
Według danych na rok 1990 gminę zamieszkiwało 221 osób, a gęstość zaludnienia wynosiła 35 osób/km² (wśród 1549 gmin regionu Nord-Pas-de-Calais Rejet-de-Beaulieu plasuje się na 996. miejscu pod względem liczby ludności, natomiast pod względem powierzchni na miejscu 568.).